# Nabisco
Nabisco ist eine Tochtergesellschaft von Mondelēz International. Der US-amerikanische Hersteller von Keksen, Süßigkeiten und anderen Snacks hat seinen Sitz in East Hanover, New Jersey.

## Geschichte

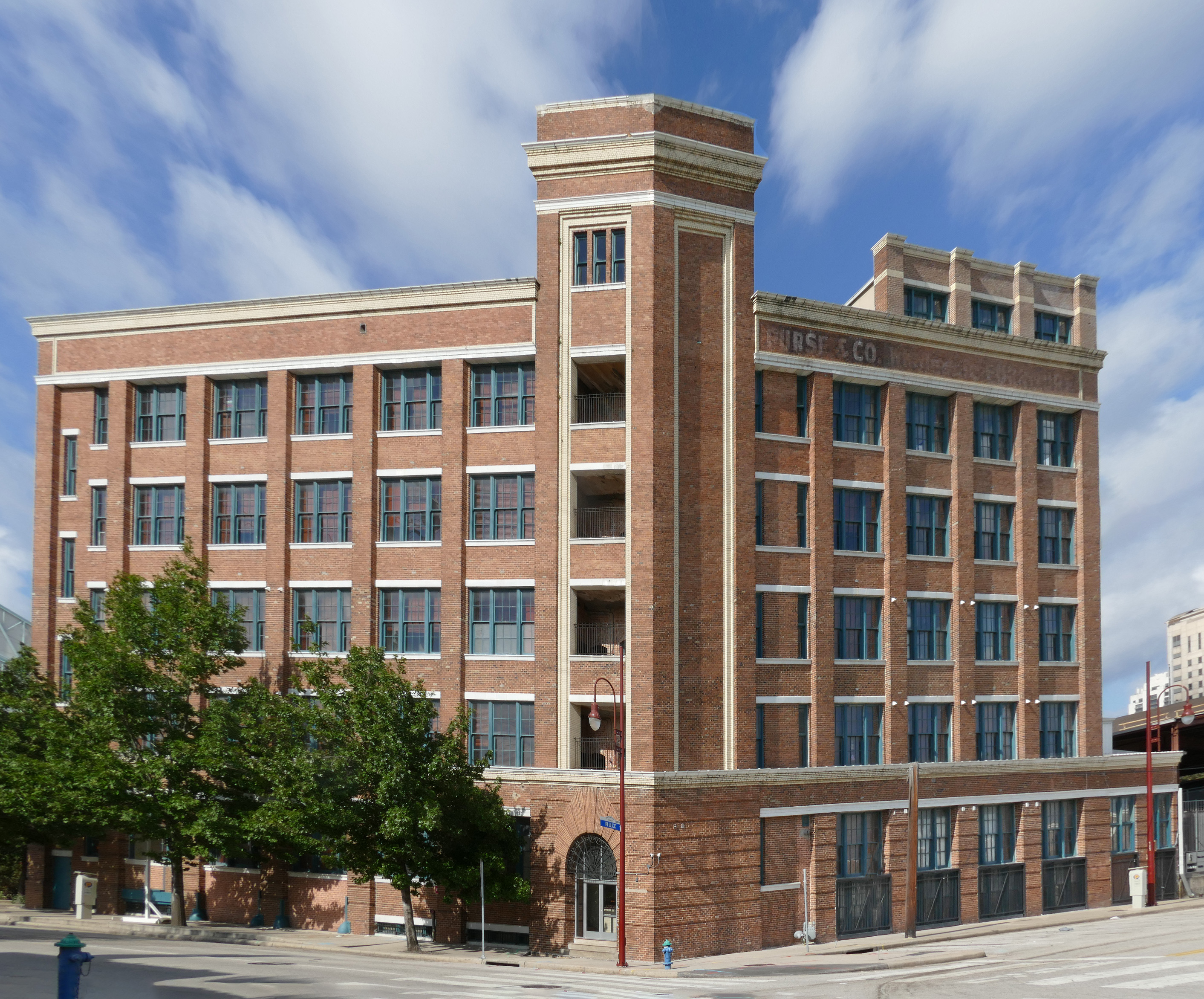
Das Gebäude der National Biscuit Company. Nabisco nutzte das Gebäude bis in die späten 1940er oder frühen 50er Jahre, als es zu einem Möbelgroßhandel namens Purse & Co. wurde. Deren Name ist noch immer oben rechts in der Mitte des Gebäudes zu sehen. Nach Purse wurde es in Wohnungen umgewandelt.

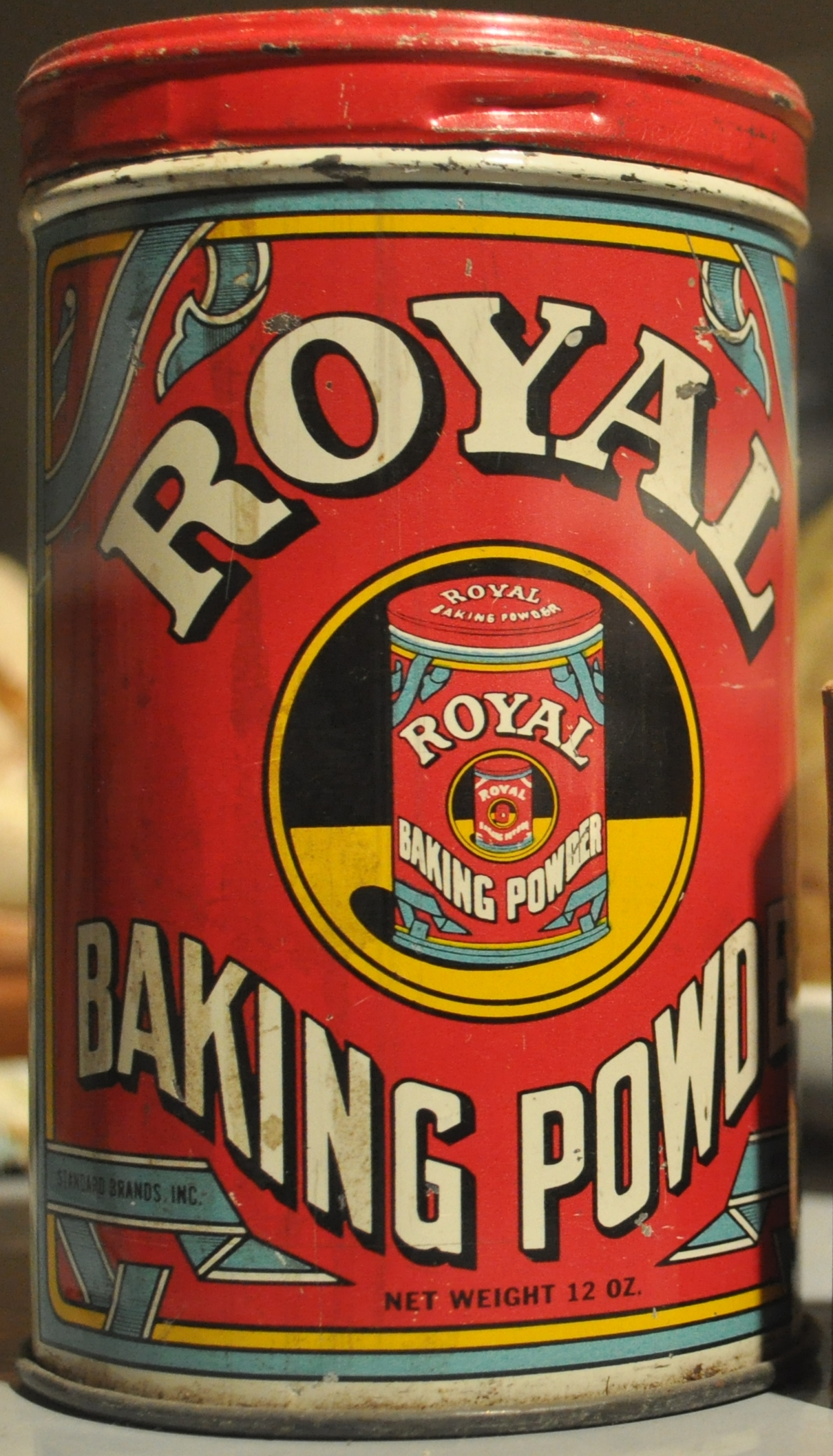
Das Backpulver „Royal Baking Powder“, in der Verpackung aus der ersten Hälfte des 20. Jhdts. Bestehend aus Natriumhydrogencarbonat, Aluminiumnatriumsulfat und Monocalciumphosphat.

Die Gründung von Nabisco reicht zurück in die 1890er Jahre, ein Jahrzehnt, in dem sich Bäckereibetriebe in großem Umfang zusammenschlossen. Am Anfang der Dekade vereinigten sich regionale Bäckereien in den Vereinigten Staaten. Die Chicago's American Biscuit and Manufacturing Company entstand aus dem Zusammenschluss von 40 Bäckereien des mittleren Westens, im Osten gründeten sieben Bäckereien die New York Biscuit Company und andere Betriebe schlossen sich zur United States Baking Company zusammen. Diese drei Unternehmen mit ihren 114 Bäckereien verschmolzen 1898 zur National Biscuit Company mit Sitz in New York City.
Die Abkürzung Nabisco verwendete die National Biscuit Company erstmals 1901 als Markenname für eine Keks-Sorte. Das rote, dreieckige Unternehmenslogo wurde 1952 entworfen. Der Unternehmensname wurde 1972 in Nabisco geändert. Bis dahin wurde der Nahrungsmittelhersteller oft als N.B.C. bezeichnet. Diese Abkürzung hat keine Beziehung zum Fernsehsender NBC und auch das Antennen-ähnliche Symbol im Logo scheint ein Zufall zu sein.
N.B.C. übernahm 1928 die Shredded Wheat Company (Hersteller von Triscuit und Shredded Wheat Getreide-Produkten) und Christie, Brown & Company (aus Toronto), sowie drei Jahre später die F.H. Bennett Company (Hersteller von Milk-Bone Hundekuchen). 1981 fusionierte Nabisco mit Standard Brands (Hersteller von Planters Nüssen) und erwarb den Süßwaren-Hersteller LifeSavers.
1985 wurde Nabisco von Reynolds American Inc. aufgekauft und ging im Jahr 2000 in den Besitz von Philip Morris Companies Inc. über. Dieser Unternehmenskauf wurde von der Federal Trade Commission unter der Bedingung genehmigt, fünf Produktbereiche zu veräußern (Pulver für Gelatine-Desserts, Pudding-Fertigprodukte, backfreie Desserts, Pfefferminz-Bonbons und Backpulver). Die verbleibenden Produktbereiche Nabiscos wurden dem bis 2007 ebenfalls zu Philip Morris gehörenden Unternehmen Kraft Foods, das außerhalb Nordamerikas inzwischen als Mondelēz International firmiert, als Tochterfirma angegliedert.

## Produktpalette
Die Produktpalette von Nabisco enthält unter anderem die Markenartikel Chips Ahoy, Fig Newtons, Mallomars, Oreos, Ritz Crackers, Teddy Grahams, Triscuit und Wheat Thins.

## Einzelbelege
1. ↑  Uneeda Business History: the Nabisco Story - The American Business History Center